# Coleophora thalassella
Coleophora thalassella é uma espécie de mariposa do gênero Coleophora pertencente à família Coleophoridae.